# Raddea
Raddea is een geslacht van vlinders van de familie Uilen (Noctuidae), uit de onderfamilie Noctuinae.

## Soorten
- R. alpina Chen, 1985
- R. anaxia Boursin, 1963
- R. carriei Boursin, 1963
- R. digna Alphéraky, 1892
- R. hoenei Boursin, 1963
- R. kangdingensis Chen, 1993
- R. kuangi Chen, 1993
- R. panda Leech, 1900
- R. richthofeni Boursin, 1940
- R. sherpa Hreblay & Ronkay